# 長崎纜車

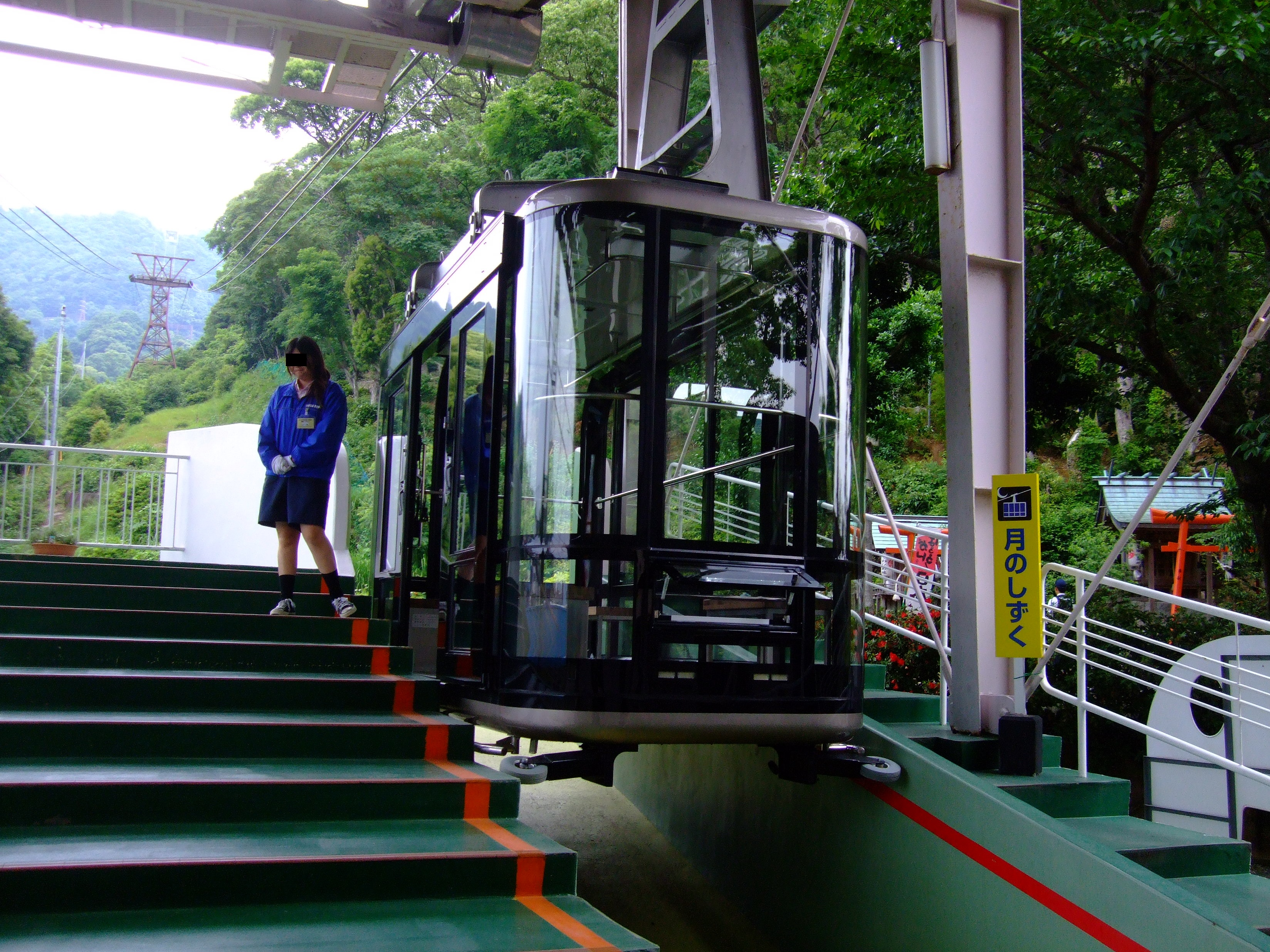
長崎纜車的車箱

長崎纜車為位於日本長崎縣長崎市稻佐山的纜車，全長1,090公尺，上升高度298公尺，由「一般財團法人長崎纜車・水族館」所經營。

## 沿革

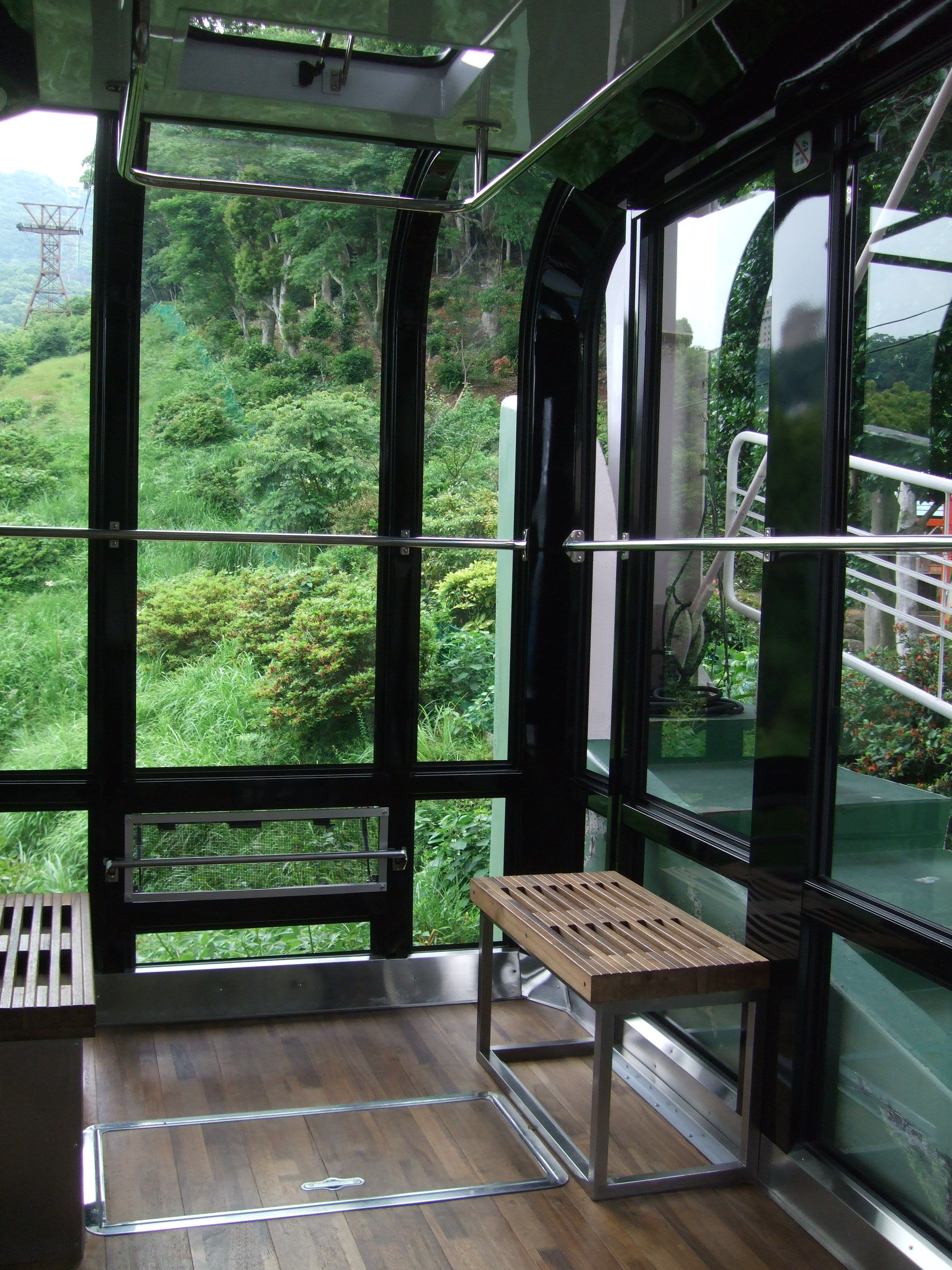
車箱內部

- 1957年2月16日：長崎市議會通過「稻佐山開發計畫」的稻佐山纜車計畫。
- 1959年10月4日：長崎覽車開始營運，營運範圍包括淵神社站和稻佐岳站。10月15日稻佐山展望台落成。
- 1990年7月27日：「長崎天空通道」開始營運，新設立山頂站和中腹站。
- 1998年4月1日：所有權轉讓予長崎市政府。
- 2000年10月1日：長崎市政府委託由「長崎纜車・水族館」負責經營。
- 2008年3月31日：長崎天空通道停止營運。

## 車站
- 淵神社站（32°45′29″N 129°51′35″E / 32.75806°N 129.85972°E）
- 稲佐岳站（32°45′15.2″N 129°50′57.1″E / 32.754222°N 129.849194°E）

## 長崎天空通道
由稻佐山山腰的停車場通往山頂的纜車，但由於使用者減少，且設備老化，於2008年決定停止使用。
- 中腹站
- 山頂站

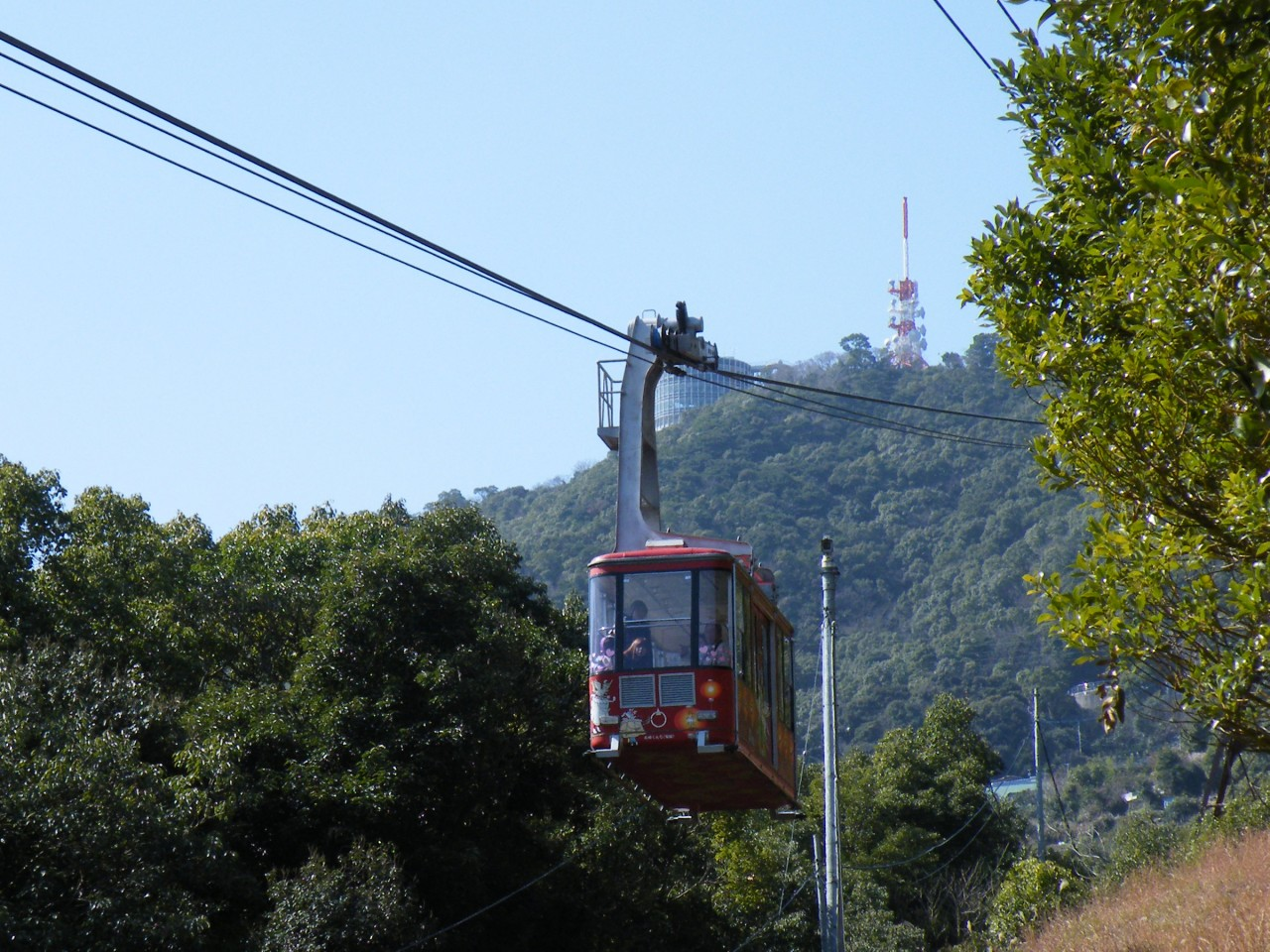
纜車
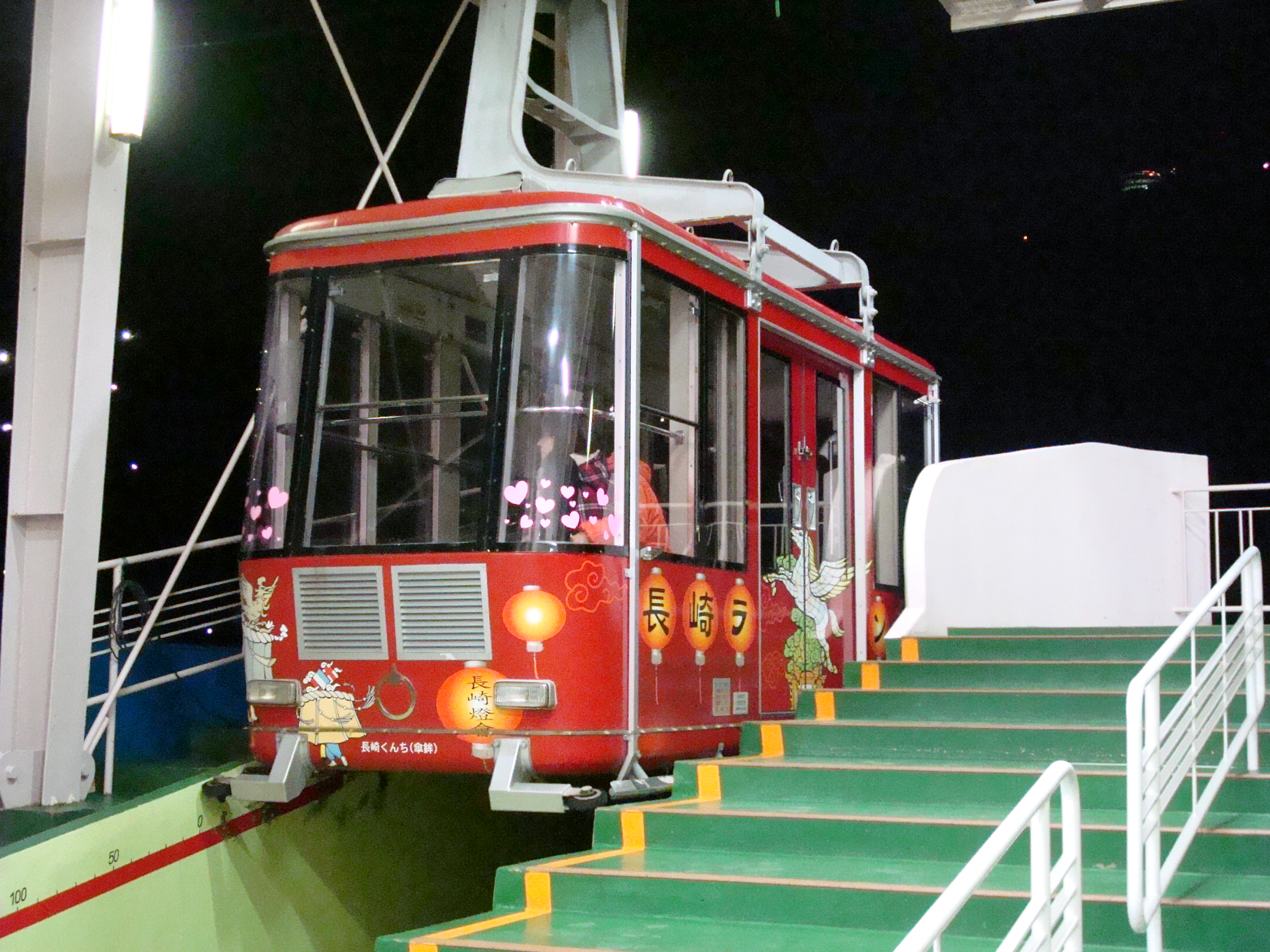
纜車
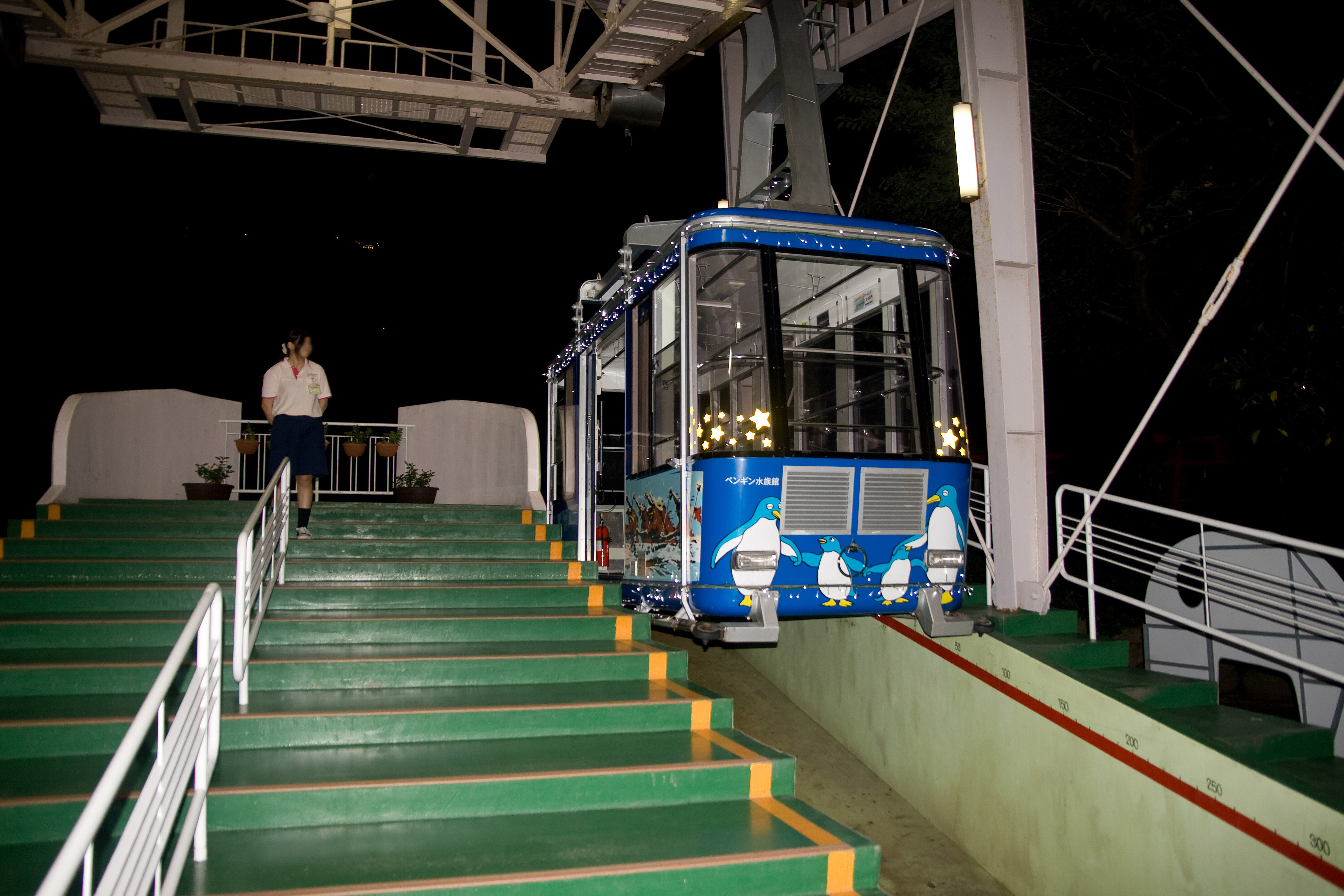
纜車

## 外部連結
- （日語） 長崎纜車 （页面存档备份，存于）